# Synallactes laguardai
Synallactes laguardai is een zeekomkommer uit de familie Synallactidae.
De wetenschappelijke naam van de soort werd in 2005 gepubliceerd door F.A. Solis-Marin.